# Autisták Országos Szövetsége
Az Autisták Országos Szövetségét (AOSZ) autista gyerekek szülei alapították 1988-ban Autisták Érdekvédelmi Egyesülete néven. Az autizmus területén ez Magyarország egyetlen ernyőszervezete: 85 tagszervezet és több mint 2000 magánszemély a tagja, tagjai száma dinamikusan nő.
Az AOSZ nevéhez kötődik az Országos Autizmus Stratégia kidolgozása, valamint az Országos Autizmus Kutatás 2008-2009 program megvalósítása.
Ernyőszervezetként több hálózatot is működtet, ESŐ-ERNYŐ hálózat és MAJORHÁLÓ néven.
Az AOSZ legfontosabb célja az autizmussal élők érdekeinek képviselete, a lobbitevékenység, emellett információs szolgáltatást tart fent, módszertani feladatokat lát el, kiadványokat jelentet meg az autizmus témakörében.
Az AOSZ tagja az Autism Europe nemzetközi szervezetnek.

## Könyvek az autizmusról
- Mark Haddon: A kutya különös esete az éjszakában Kiadó: Európa Könyvkiadó, 2004
- Julie Davis - Balázs Anna: Autista a testvérem Kiadó: Kapocs Könyvkiadó, 1994
- Simon Baron-Cohen - Patrick Bolton: Autizmus Kiadó: Osiris Kiadó, 2000
- Uta Frith: Autizmus - A rejtély nyomában Kiadó: Kapocs Könyvkiadó, 1991
- Theo Peeters: Autizmus - Az elmélettől a gyakorlatig Kiadó: Kapocs Könyvkiadó, 1998
- Donna Williams: Autizmus - Egyes szám első személyben Kiadó: Pannonica Kiadó, 2001
- Patricia Howlin: Felkészülés a felnőttkorra Kiadó: Kapocs Könyvkiadó
- Dr. Kálmán Zsófia: Bánatkő
- Donna Williams: Eszmélés (A Léttelenül c. könyv folytatása) Kiadó: Animula Kiadó
- Eric Schopler: Életmentő kézikönyv szülőknek Kiadó: Kapocs Könyvkiadó
- Bös, Melanie: Gyereklélek Kiadó: Kláris Kiadó, 2004
- Tony Attwood: Különös gyerekek - Kalauz az Asperger szindrómáról Kiadó: Animus Kiadó, 2002
- Donna Williams: Léttelenül - Egy autista nő naplója Kiadó: Animula Kiadó, 1999
- Carl H. Delacato: Miért "más" az autista gyermek Kiadó: AÉE/ÉFOÉSZ, 1997
- Olga Bogdashina: Valódi színek "Érzékelés és észlelés az autizmus spektrum zavarokban" Kiadó: Geobook
- Gálfi Anikó - Kocsis Alajos: Végig kell menni az úton Kiadó: Autisták Érdekvédelmi Egyesülete, 2003
- Süveges Julianna: Együtt is távol Kiadó: Jel Kiadó, 2006
- Seth F. Henriett: Autizmussal önmagamba zárva Kiadó: Kapocs Kiadó, 2005
- Haselfux Péter: A félelem nem úr Autista vagyok?! Kiadó: efo 2008

További könyveket talál az autizmusról az Autizmus Alapítvány honlapján a Kapocs kiadó menüpont alatt 